# Kazenrode

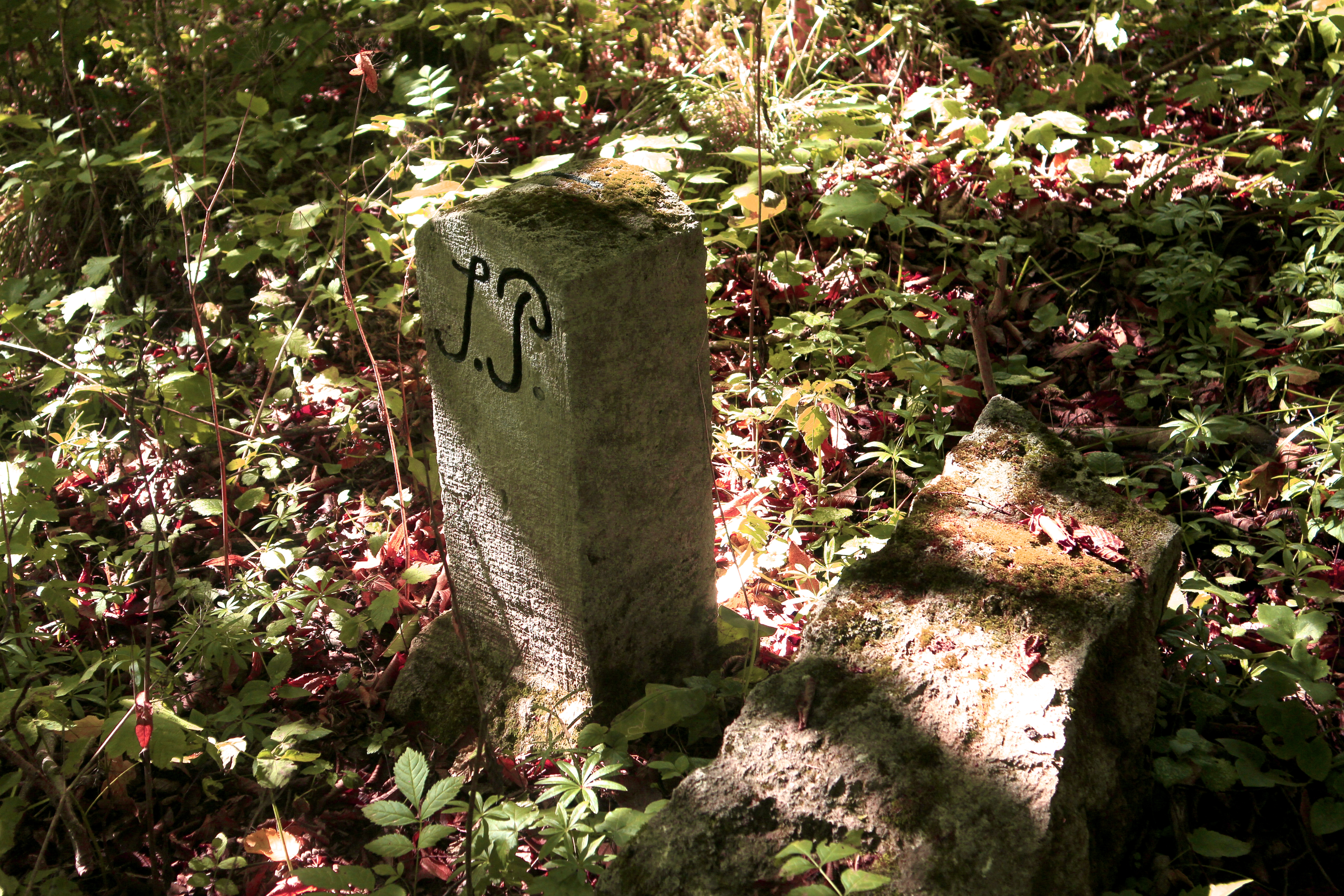
Alter Grenzstein nahe dem Dorf

Kazenrode ist eine Wüstung bei Naumburg (Saale) im südlichen Sachsen-Anhalt, Deutschland. Der Ort zählt zu den Lokalitäten um Naumburg, die nach dem Bischof Kadeloh des Bistums Naumburg-Zeitz, bzw. seiner Kurzform Kazo, benannt sind.

## Geschichte
Wenn die Benennung nach dem Bischof Kazo stimmt, wurde Kazenrode ungefähr zwischen 1030 und 1045 n. Chr. gegründet.
Kazenrode wurde im Jahre 1182 erstmals urkundlich erwähnt, als das Kloster Pforta dort durch einen Tausch Güter erwarb, darunter diverse Ackerparzellen, ein Weidicht und einen Mühlenplatz. 
Die Siedlung fiel ungefähr Anfang des 13. Jahrhunderts wegen der wirtschaftlichen Tätigkeit des Klosters wüst. So versuchte das Kloster, sämtlichen Besitz aufzukaufen. Die Einwohner siedelten deshalb sukzessive nach Crölpa-Löbschütz um. In den späteren Überlieferungen wird die Lage von Kazenrode als südöstlich von Cösen, seitlich von Kukulau, unweit des heutigen Flurnamens Kazenberg beschrieben.